# Lela Bliss
Lela Bliss (née le 11 mai 1896 à Los Angeles et morte le 15 mai 1980  dans cette même ville) est une actrice américaine.

## Filmographie partielle
- 1919 : Tentations de Frank Lloyd
- 1946 : La Double Énigme de Robert Siodmak
- 1947 : Le Miracle de la 34e rue de George Seaton
- 1948 : La Fosse aux serpents d'Anatole Litvak
- 1949 : L'Intrus de Clarence Brown
- 1950 : Pour plaire à sa belle de Clarence Brown